# Level 7
『level 7』（レベル セブン）は、ザ・チルドレンの1作目のアルバムである。2009年3月25日にジェネオンエンタテインメントから発売された。

## 概要
テレビアニメ『絶対可憐チルドレン』のエンディングテーマを歌っているザ・チルドレンのアルバム。劇中で明石薫、野上葵、三宮紫穂役を演じる平野綾、白石涼子、戸松遥が歌っている。CDジャケットには、明石薫、野上葵、三宮紫穂が描かれており、原作者の椎名高志の描き下ろしである。初回生産分には、絶対可憐チルドレンの2009年6月7日に行われたイベント応募券とジャケットイラスト絵柄オリジナルマウスパッドが同梱された。

## 収録曲
1. Over The Future feat. THE CHILDREN（ver.2）
作詞：六ツ見純代 / 作曲：佐伯高志 / 編曲：前口渉
2. 絶対love×love宣言!!
作詞：渡邊亜希子 / 作曲：江並哲志 / 編曲：前口渉
テレビアニメ『絶対可憐チルドレン』エンディングテーマ
3. DATTE 大本命
作詞：人萌乎 / 作曲・編曲：前口渉
テレビアニメ『絶対可憐チルドレン』エンディングテーマ
4. 流れ星☆ロマンちっく
作詞：人萌乎 / 作曲・編曲：前口渉
5. 早春賦 〜卒業伴奏〜
作曲：磯部篤子
オフヴォーカルバージョン
6. MY WINGS feat.THE CHILDREN（ver.2）
作詞：人萌乎 / 作曲・編曲：前口渉
7. トキメキの星屑
作詞：樋口舞 / 作曲：江並哲志 / 編曲：前口渉
三宮紫穂 starring 戸松遥のソロ曲
8. 瞬間を越えるSmile
作詞：樋口舞 / 作曲：佐伯高志 / 編曲：前口渉
野上葵 starring 白石涼子のソロ曲
9. WITH
作詞：六ツ見純代 / 作曲：島崎貴光 / 編曲：前口渉
明石薫 starring 平野綾のソロ曲
10. 早春賦
作詞：六ツ見純代 / 作曲：磯部篤子 / 編曲：前口渉
テレビアニメ『絶対可憐チルドレン』エンディングテーマ